# Reine Gianoli
Reine Gianoli est une pianiste française née le 13 mars 1915 à Paris et morte le 20 février 1979 à Suresnes.

## Biographie
Reine Gianoli a étudié avec Lazare Lévy, Alfred Cortot, Yves Nat et Edwin Fischer.
Tout au long de sa carrière, elle s'est produite avec les plus grands orchestres et chefs d'orchestre comme Paul Paray, Felix Weingartner, Hermann Scherchen, Louis Auriacombe, Milan Horvat, et Georges Sebastian. Elle a joué à nombreuses reprises dans les saisons musicales de Strasbourg et du Festival de Lucerne, partageant la scène avec Pablo Casals, Pierre Fournier, Georges Enesco ou Edwin Fischer.
En 1947, elle a été nommée professeur de piano à l'École Normale de Musique de Paris. L'année suivante, de 1948 à 1949, elle devient pensionnaire de la Casa de Velázquez à Madrid.  puis en 1977 au Conservatoire national supérieur de musique et de danse de Paris. Elle y a formé de nombreux musiciens, tels que André Boucourechliev, Maud Garbarini,  Géry Moutier, Irene Kudela, Jeff Cohen, Catherine Hautecoeur, Catherine Joly ou Jean-Yves Thibaudet.

## Enregistrements
Reine Gianoli a fait de nombreux enregistrements pour les firmes Westminster, BAM et Ades. Entre 1947 et 1955, elle a enregistré en live les 17 sonates pour piano de Mozart.
Il faut citer aussi son intégrale des trios de Haydn et surtout sa merveilleuse intégrale de l'œuvre pour piano de Schumann, qui reflète autant la richesse de sa culture que la fraîcheur de son inspiration.

## Prix et récompenses
Reine Gianoli a reçu le Grand Prix de l'Académie du Disque Français pour son intégrale Schumann parue en 1974.

## Divers
- Un court-métrage lui a été consacré par Marcel Bluwal et Claude Ventura. Durée : 13 min, année de production : 1967.